# Bålgetingsglasvinge
Bålgetingsglasvinge Sesia bembeciformis är en fjärilsart som beskrevs av Jacob Hübner, 1806. Bålgetingsglasvinge ingår i släktet Sesia och familjen glasvingar, (Sessidae). Inga underarter finns listade i Catalogue of Life.
Bålgetingsglasvinge är  i Sverige listad som "sårbar", VU av ArtDatabanken.

## Kännetecken
Bålgetingsglasvinge har en vingbredd på 28–41 millimeter och en gul och svart kropp, en färgteckning som återfinns hos flera glasvingar och är ett exempel på mimikry. Färgteckningen och de genomskinliga vingarna får fjärilen att likna ett bi eller geting och gör den mindre utsatta för rovdjur, eftersom de flesta rovdjur förknippar denna typ av färgteckning med byten som kan stickas.

## Levnadssätt
Fjärilens larvutveckling är knuten till arter ur videsläktet, som sälg, gråvide och vitpil. Honan lägger äggen vid basen på värdväxtens stam. Larven gör först gångar under barken, men senare gnager den sig in i veden. Utvecklingen till imago tar minst två år. 
Larven förpuppar sig någon till några få centimeter in i veden, nära stammens bas. Innan den förpuppar sig gnager larven en gång, cirka 10–15 centimeter lång, som går nedåt från puppkammaren och slutar med ett kläckhål. Kläckhålet skyddas innan det bryts igenom av ett tunt barklock. 
Om barklocket faller av innan fjärilen är färdigutvecklad och krupit ut skyddar den nedåtriktade gången puppkammaren från att översvämmas.